# Eleccions presidencials romaneses de 2025
Les eleccions presidencials romaneses de 2025 se celebraren a Romania el 4 de maig, amb una segona volta el 18 de maig de 2025. Les eleccions es van reprogramar el gener de 2025 després de l'anul·lació de les eleccions presidencials de 2024 citant la suposada intromissió russa a favor del guanyador de la primera volta Călin Georgescu. La campanya s'ha caracteritzat per la inestabilitat política i una sèrie de protestes importants en curs contra l'anul·lació. A Georgescu el 7 de març se li va prohibir de presentar-se a l'espera de diverses investigacions penals, amb el líder de l'Aliança per a la Unió dels Romanesos (AUR), George Simion, anunciant la seva candidatura en el lloc de Georgescu.

## Antecedents
El mandat del president Klaus Iohannis només es pot renovar un cop, i la primera volta de les eleccions presidencials romaneses de 2024 es va celebrar el 24 de novembre de 2024 i Călin Georgescu, un independent d'extrema dreta, anti-UE i favorable a Moscou que va declarar zero despeses de campanya, dies abans de la votació tenia menys del 5% d'intenció de vot, va acabar guanyant la primera volta amb el 23% dels vots i la segona volta s'havia de celebrar el 8 de desembre entre Georgescu i Elena Lasconi, tanmateix, el 6 de desembre de 2024 el Tribunal Constitucional va anul·lar les eleccions, al·legant que una operació d'influència russa havia afectat la votació, havent de repetir-se en maig de 2025. Al febrer, Georgescu, que nega qualsevol delicte, va ser investigat per acusacions com la denúncia de les finances de la campanya, l'ús indegut de la tecnologia digital i la promoció de grups feixistes, i al març se li va prohibir participar en la repetició.
El president Klaus Iohannis va anunciar la dimissió a partir del 12 de febrer de 2025 per evitar un procés d'impeachment iniciat pel parlament de Bucarest. El president de la cambra alta del parlament romanès, Ilie Bolojan, ocuparà el càrrec de president interí fins a les eleccions presidencials de 2025.

## Sistema electoral
Per poder presentar-se al càrrec de president de Romania, un candidat ha de ser ciutadà romanès, tenir almenys 35 anys d'edat el dia de les eleccions i no haver ocupat el càrrec durant dos mandats des de 1992, quan va entrar en vigor la Constitució de 1991.
El president és elegit en un sistema de dues voltes per un mandat de cinc anys. Si un candidat obté una majoria del 50%+1 dels vots a la primera volta és declarat guanyador, però si cap dels candidats ho aconsegueix, es realitza una segona volta entre els dos candidats més votats a la primera ronda, declarant-se guanyador el candidat amb qualsevol majoria de vots en aquesta segona volta.
El mandat del president de Romania és de cinc anys, s'exerceix a partir de la data en què es va prestar el jurament, amb un màxim de dos mandats. Entre 1992 i 2004 el mandat va ser de quatre anys, però es va ampliar arran del referèndum constitucional de 2003.

## Resultats
| Candidat                                      | Candidat             | Suport                                     | Primera ronda | Primera ronda | Segona ronda | Segona ronda |
| Candidat                                      | Candidat             | Suport                                     | Vots          | %             | Vots         | %            |
| --------------------------------------------- | -------------------- | ------------------------------------------ | ------------- | ------------- | ------------ | ------------ |
|                                               | Nicușor Dan          | Independent                                | 1.828.554     | 20,66         | 6.168.642    | 53,60        |
|                                               | George Simion        | Aliança per a la Unió dels Romanesos (AUR) | 3.554.465     | 40,16         | 5.339.053    | 46,40        |
|                                               | Crin Antonescu       | PSD, PNL i UMDR                            | 1.825.325     | 20,63         |              |              |
|                                               | Victor Ponta         | Independent                                | 1.202.181     | 13,58         |              |              |
|                                               | Elena Lasconi        | Unió Salvem Romania (USR)                  | 235.904       | 2,67          |              |              |
|                                               | Lavinia Șandru       | Partidul Umanist Social Liberal            | 58.824        | 0,66          |              |              |
|                                               | Daniel Funeriu       | Independent                                | 47.365        | 0,54          |              |              |
|                                               | Cristian Terheș      | Partit Nacional Conservador Romanès (PNCR) | 34.304        | 0,39          |              |              |
|                                               | Sebastian Popescu    | Partit de la Nova Romania (PNR)            | 25.165        | 0,28          |              |              |
|                                               | John Ion Banu Muscel | Independent                                | 21.203        | 0,24          |              |              |
|                                               | Silviu Predoiu       | Partidul Liga Acțiunii Naționale           | 16.578        | 0,19          |              |              |
| Vots vàlids                                   | Vots vàlids          | Vots vàlids                                | 9.430.274     | 98,52         | 11.507.695   | 98,85        |
| Vots nuls                                     | Vots nuls            | Vots nuls                                  | 141.388       | 1,48          | 134.171      | 1,15         |
| Total                                         | Total                | Total                                      | 9.571.662     | 100.00        | 11.641.866   | 100.00       |
| Font: Autoritatea Electorală Permanentă (AEP) |                      |                                            |               |               |              |              |

## Conseqüències
El primer ministre Marcel Ciolacu va dimitir després que Crin Antonescu, el candidat de la coalició de govern (PSD, PNL i UMDR) quedés tercer i fora de la segona ronda electoral.
L'alcalde de Bucarest, el moderat Nicușor Dan va guanyar en segona volta les eleccions presidencials romaneses, i George Simion va reconèixer la derrota després de proclamar-se inicialment guanyador.